# Карпенко, Александр Николаевич (учёный)
Алекса́ндр Никола́евич Карпе́нко (1896—1991) — советский учёный, доктор технических наук (1946), профессор (1950), академик ВАСХНИЛ (1956), заслуженный деятель науки и техники РСФСР (1965).

## Биография
Родился 17 (29 августа) 1896 года в селе Липовая Долина (ныне Сумская область, Украина). 
С 1926 года — на хозяйственной, общественной и политической работе. В 1926—1988 годы — работник конструкторского бюро завода с.-х. машин «Красный пахарь» (Киев), аспирант кафедры с.-х. машин КПИ, ассистент, заведующий отделом «Укрсельмаш» (Киев), доцент, профессор, заведующий кафедрой Института механизации сельского хозяйства, старший научный сотрудник, руководитель лаборатории ВНИИ механизации и электрификации сельского хозяйства, профессор, заведующий кафедрой с.-х. машин МСХА имени К. А. Тимирязева, председатель секции перспективных технологий и систем машин для комплексной механизации растениеводства Отделения механизации и электрификации ВАСХНИЛ.
Член ВКП(б).
Умер 18 апреля 1991 года в Москве.

## Признание
- Сталинская премия третьей степени (1950) — за разработку конструкций комбинированных зернотравяных сеялок для травопольной системы земледелия
- заслуженный деятель науки и техники РСФСР (1965)
- Серебряные медали ВДНХ
- ордена и медали